# Gennadas parvus
Gennadas parvus är en kräftdjursart som beskrevs av Charles Spence Bate 1881. Gennadas parvus ingår i släktet Gennadas och familjen Benthesicymidae. Inga underarter finns listade i Catalogue of Life.